# Морський позивний

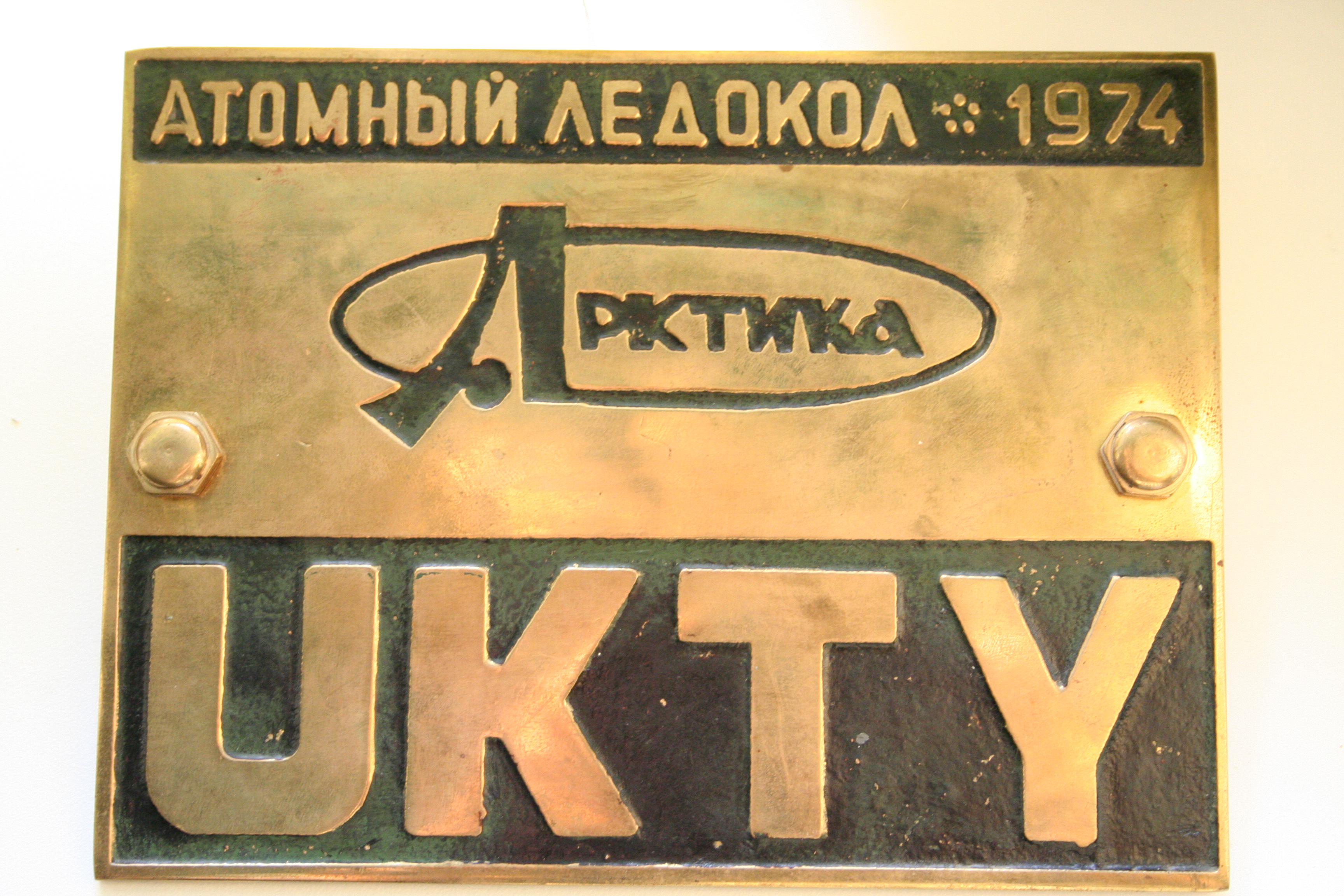
Радянський атомний криголам «Арктика» з позивним UKTY

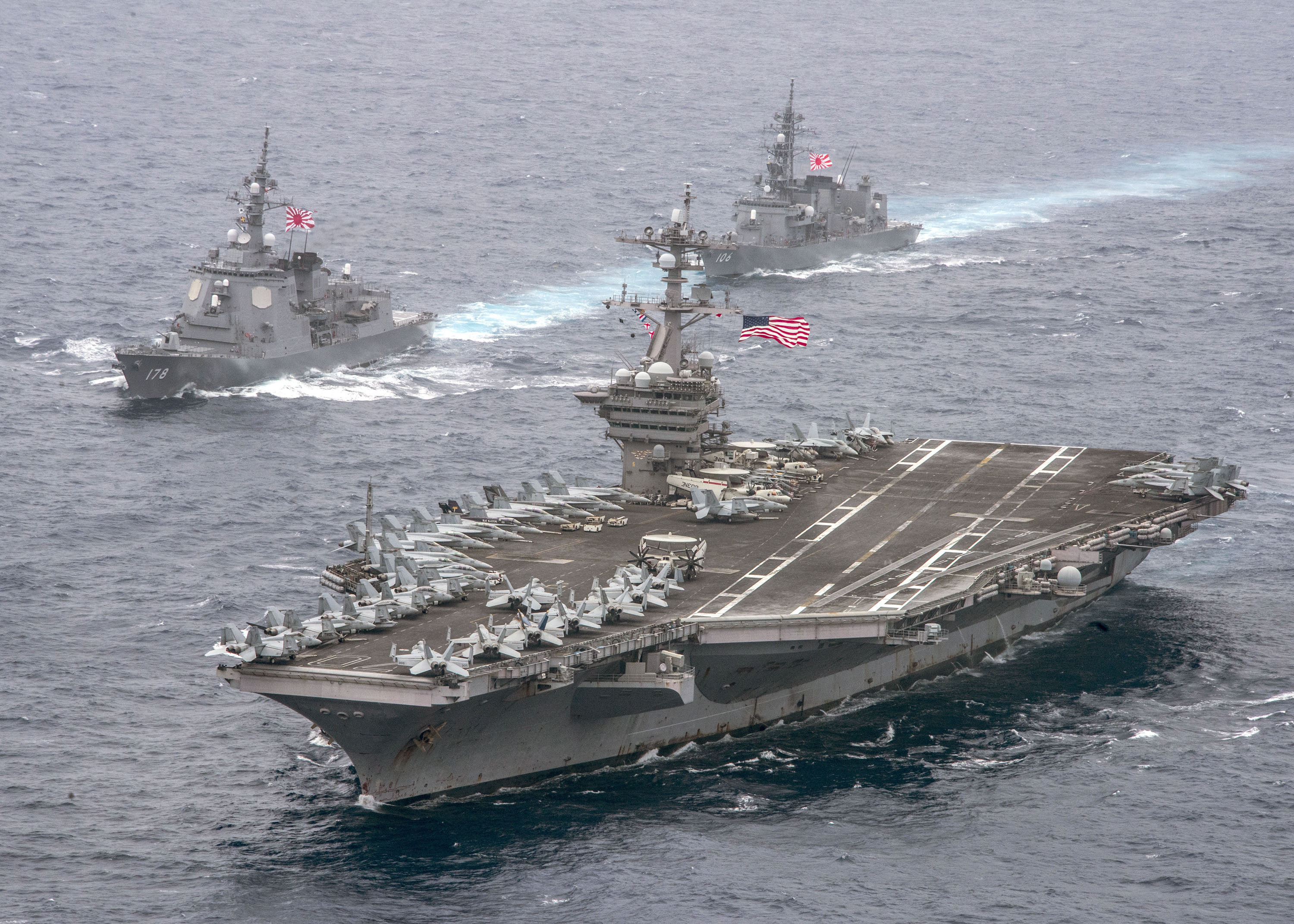
і JS Ashigara показує сигнальні прапорці, що показують позивні NCVV та JSRA відповідно

Морські позивні — це позивні, призначені як унікальні ідентифікатори кораблів і катерів. Усі радіопередачі мають бути індивідуально визначені позивним. Торговим і військово-морським суднам призначаються позивні національними ліцензійними органами.

## Історія
Одним із найперших застосувань радіотелеграфу, що передував радіомовленню, були морські радіостанції, встановлені на борту кораблів у морі. Через відсутність міжнародних стандартів перші передавачі, створені після першого трансатлантичного повідомлення Гульєльмо Марконі в 1901 році, радіокомпаніями передавали довільні дволітерні виклики, окремо або передуючи однолітерному ідентифікатору компанії. Вони імітували попередню угоду про залізничний телеграф, де короткі дволітерні ідентифікатори слугували абревіатурами азбуки Морзе для позначення різних окремих станцій на лінії (наприклад, AX міг означати Галіфакс).
У 1912 році міжнародна конференція стандартизувала радіопозивні, щоб перші дві літери однозначно ідентифікували країну походження передавача.
Торговим і військово-морським суднам призначають позивні їхні національні ліцензійні органи. У випадку таких держав, як Ліберія чи Панама, які є зручними прапорами для реєстрації суден, позивні для більших суден складаються з національного префікса плюс три літери (наприклад, 3LXY, а іноді за ними йде цифра, тобто 3LXY2). Торговим суднам Сполучених Штатів дають позивні, що починаються з літер «W» або «K», тоді як кораблям ВМС США призначаються позивні, що починаються з «N». Спочатку як кораблям, так і радіостанціям давали позивні в цій серії, що складалися з трьох або чотирьох літер, але в міру зростання попиту як на морські радіо, так і на радіомовні позивні, поступово судна під американським прапором отримували довші позивні зі змішаними літерами та цифрами.
Коли в 1920-х роках радіостанції стали звичним явищем, деякі оригінальні три- та чотирилітерні позивні були перепризначені, оскільки відповідні кораблі були видалені з реєстру США.
У США прогулянковим суднам із УКХ-радіо не можна призначати позивні, у цьому випадку замість них використовується назва судна. Кораблі в США, які все одно бажають мати ліцензію на радіозв'язок, підпадають під код FCC Radio Service Code SA: «Судно, обладнане для відпочинку або добровільне». Ці дзвінки відповідають формату наземного мобільного зв'язку з початковою літерою K або W, за якою слідують 1 або 2 літери, за якими слідують 3 або 4 цифри (наприклад, KX0983 або WXX0029).
Малі човни берегової охорони США мають номер, який зображено на обох носах (тобто на лівому та правому бортах), у якому перші дві цифри вказують на номінальну довжину човна у футах. Наприклад, Coast Guard 47021 відноситься до 21-го в серії 47-футових моторних рятувальних шлюпок. Позивний також може бути скорочений до двох або трьох останніх цифр під час операцій, наприклад: Берегова охорона нуль два один.